# Arixenia camura
Arixenia camura – gatunek skorków z podrzędu Neodermaptera i rodziny Arixeniidae.
Gatunek ten opisany został w 1974 roku przez T.C. Maa. Epitet gatunkowy camura oznacza w łacinie „zakrzywiona do wewnątrz” i nawiązuje do kształtu przysadek odwłokowych samca.
Skorki te mają silnie spłaszczone ciało, u dorosłych samic osiągające od 18 do 21 mm, a u dorosłych samców 18 mm długości. Długość ciała u zmierzonych larw I stadium wynosi 7–9 mm, II stadium 12 mm, III stadium 12–15 mm, a IV stadium 17–22 mm. Stosunkowo długa głowa wyposażona jest w eliptycznego kształtu oczy. Samice mają czułki nieco dłuższe niż w przypadku pokrewnej A. esau. U dorosłych samic górna krawędź epimerytów śródtułowia (łac. mesepimera) jest lekko wklęsła. Śródpiersie u dorosłych samców ma 4,2 mm szerokości, a u dorosłych samic od 4,4 do 4,9 mm szerokości. Spodnia strona pygidium jest u dorosłych samic na całej powierzchni porośnięta szczecinkami. Ósmy sternit odwłoka samców różni się od siódmego tylko mniejszą długością, zaś krótszy niż szeroki sternit dziewiąty ma szeroki i niezmodyfikowany płat tylno-środkowy oraz ścięte i niewystające ku tyłowi płaty tylno-boczne. Przysadki odwłokowe samca są pośrodku mocno poszerzone i w części wierzchołkowej silnie, hakowato zakrzywione. Larwy wyróżniają się od A. esau górną częścią pygidium wyraźnie węższą niż najszersze miejsce przysadki odwłokowej.
Przedstawiciele rodzaju są związani z bezwłosymi nietoperzami: naguskami obrożnymi (Cheiromeles torquatus). Spotykani są wyłącznie w jaskiniach i dziuplach, zasiedlonych przez te nietoperze oraz na ich ciele. Ich relację określa się w literaturze jako pasożytnictwo zewnętrzne lub komensalizm. Większość czasu skorki te spędzają na guanie zalegającym na ścianach i stropach grzęd nietoperzy, żerując na odżywiających się guanem stawonogach. Na ciała gospodarzy wchodzą prawdopodobnie celem pożywiania się na ich wydzielinach, choć samego żerowania nigdy nie zaobserwowano.
Owady te zamieszkują filipińską wyspę Mindanao w południowo-wschodniej części krainy orientalnej. Często współwystępują z Xeniaria bicornis.